# 八幡神社 (掛川市岩滑)
八幡神社（はちまんじんじゃ、英語: Hachiman Jinja）は、静岡県掛川市の神社である。近代社格制度における社格は村社。

## 概要
静岡県掛川市岩滑に鎮座する神社である。息長帯比賣命を主祭神として祀るとともに、譽田別尊と玉依比賣命も祀っている。岩滑の住民を氏子としている。丘陵部に位置しており、鳥居をくぐると石段が境内まで続いている。

## 祭神
- 息長帯比賣命[3]
- 譽田別尊[3]
- 玉依比賣命[3]

## 歴史

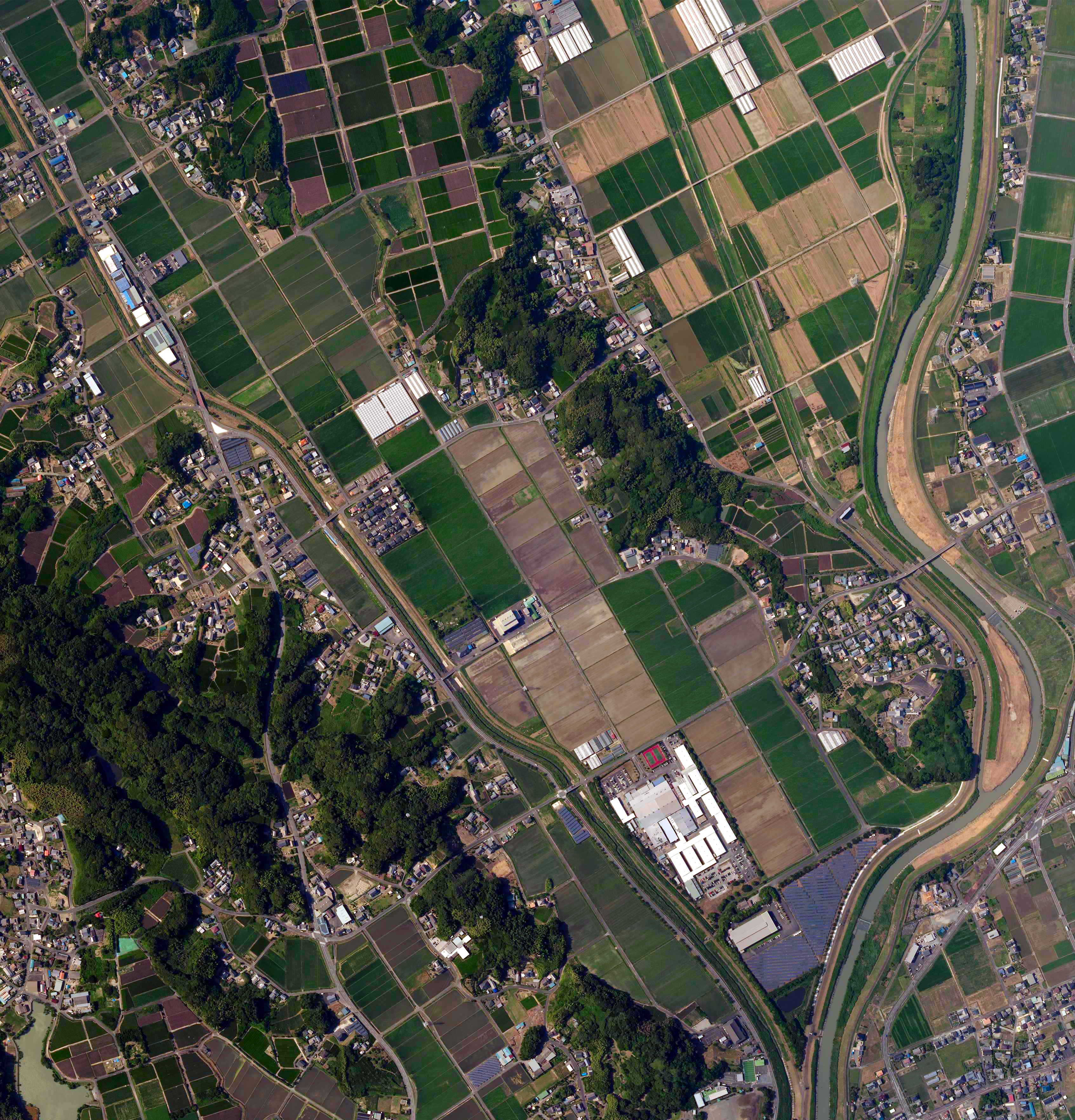
静岡県掛川市岩滑の航空写真（2020年6月16日）。八幡神社は岩滑の南端に位置している

創建は安土桃山時代にまで遡るといわれている。1575年（旧暦天正3年8月）に渥美源五郎尉重が遠江国城飼郡平尾村の神社から祭神を勧請して創建したと伝えられる。長篠の戦いに参戦した尉重は、帰郷後に神に感謝するとともに天地長久、四海泰平、万民安全を祈念してこの神社を創建した。それ以来、この神社は岩滑村の地に鎮座し、村の氏神として村民の信仰を集めた。
明治維新を経て1875年（明治8年）になると、浜松県令達に基づき浜松県城東郡岩滑村に鎮座する複数の神社を境内社として祀ることになった。具体的には、金山社、大橡樟社、若宮社、石神社、白髭社、および、平森社が境内社として祀られることになった。さらに、岩滑村の氏神として広く信仰を集めていたことが認められ、近代社格制度においては村社に列せられた。
太平洋戦争を経て、岩滑村は他の町村との合併を繰り返した結果、この地は1973年（昭和48年）より大東町に含まれることになった。それにともなって、大東町に鎮座する神社十数社の祭日が10月9日に統一された。

## 氏子区域
- 静岡県掛川市岩滑

## 略歴
- 1575年 - 創建[3]。
- 1875年 - 金山社、大橡樟社、若宮社、石神社、白髭社、平森社を境内社として併祀[3]。

### 註釈
1. ↑  遠江国城飼郡は、近世以降は専ら城東郡と表記されるようになった。
2. ↑  遠江国城東郡平尾村は、政所村、森村、杉森村、三門村と合併し、天保年間以前に中内田村が設置された。
3. ↑  静岡県小笠郡岩滑村は、佐束村と合併し、1943年に新制の佐束村が設置された。
4. ↑  浜松県は、1876年に静岡県に編入された。
5. ↑  静岡県城東郡は、佐野郡と合併し、1896年に小笠郡が設置された。
6. ↑  静岡県小笠郡大東町は、掛川市、大須賀町と合併し、2005年に新制の掛川市が設置された。

## 関連人物
- 応神天皇
- 神功皇后
- タマヨリビメ